# クリス・エンジェル

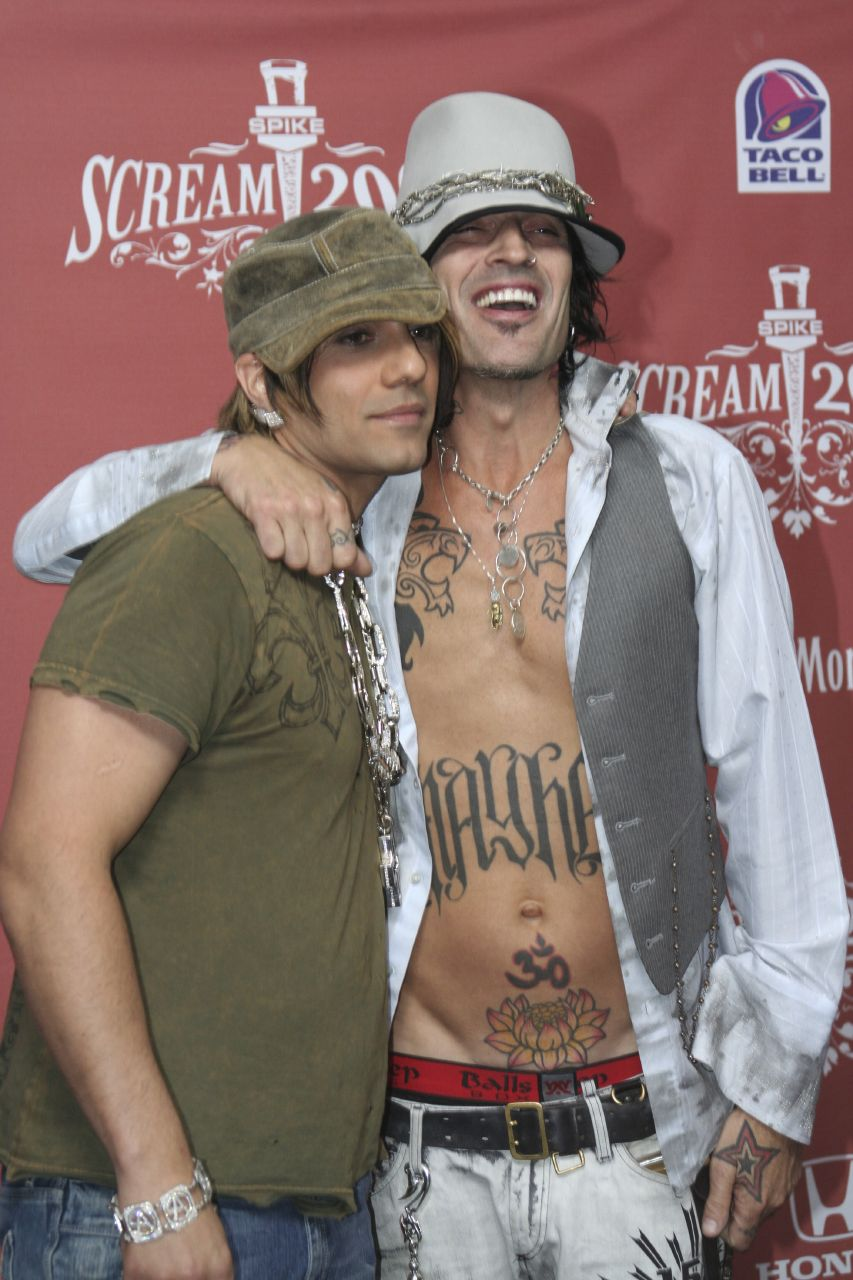
トミー・リー（右）とともに

クリス・エンジェル（Criss Angel、1967年 - ）はアメリカ合衆国の著名な奇術師、マジシャンである。

## 人物
6歳のとき手品と出会い、カードマジックで人々を驚かせる楽しみに目覚めた。以降、練習にのめりこんでいった。
1998年にマディソン・スクエア・ガーデンでマジックショーを開催。
2005年には、マジシャン・オブ・ザ・イヤーを受賞した。
2007年にはブリトニー・スピアーズとの交際を報じられている。